# بودهيدهارما
بودهيدهارما  (Bodhidharma)  هو راهب بوذي عاش خلال القرنين الخامس والسادس قبل الميلاد. ويُنسب إليه عادةً نقل التعاليم الصينية المعروفة باسم تشان (Ch'an) (بـ اللغة السنسكريتية: ذيانا (Dhyāna)، وبـ اللغة اليابانية: زن (Zen)) إلى الصين، ويُعتبر أول بطريرك صيني لها. ووفقًا للأساطير الصينية، بدأ أيضًا التدريبات البدنية لرهبان شاولين (Shaolin) مما أدَّى إلى ظهور فنون شاولين كوان.
لا تزال بعض المعلومات المعاصرة التي تتعلق بالسيرة الذاتية لبوهيدهارما موجودة، وتوجد روايات أخرى أضافت الأساطير إليها. وهناك ثلاثة مصادر رئيسة للسيرة الذاتية لبوهيدهارما: Yáng Xuànzhī (يانج هسوان شيه (Yang Hsüan-chih)) سجل بالمعابد البوذية في لويانغ (The Record of the Buddhist Monasteries of Luoyang) (547)، ومقدمة تانلين إلى مدخلين وأربعة أحداث (Two Entrances and Four Acts) (القرن السادس قبل الميلاد)، وهو محفوظ أيضًا في تاريخ زعماء لانكافاتار الدينيين (Chronicle of the Lankavatar Masters)‌ (713-716)، وداوكسان (تاو هسوان) (Dàoxuān's (Tao-hsuan)) سير ذاتية أخرى لرهبان بارزين (Further Biographies of Eminent Monks) (القرن السابع قبل الميلاد).
تختلف هذه المصادر التي تمت ترجمها عديدًا في تقريرها لبوهيدهارما:
- «[راهب] من المنطقة الغربية يُدعى بوهيدهارما، إيراني من آسيا الوسطى»[3] «من بلاد فارس»[4] (المعابد البوذية، 547)
- «[شخص] من الهند الجنوبية من المنطقة الغربية. كان الابن الثالث لملك هندي عظيم».[5] (تانلين، القرن السادس قبل الميلاد).
- «[من]جاء من الهند الجنوبية في المنطقة الغربية، الابن الثالث لملك من براهمان»[6]«الابن الثالث لملك من براهمان من هند الجنوبية» [4] ( مؤسسي لانكافاتارا 716-713[2]/ca. 715‌[4]).
- «[من] سلالة براهمان من هند الجنوبية»[7] «راهب من براهمان من الهند الجنوبية»[4] (سير ذاتية أخرى، 654).

تصف بعض العادات بودهيدهارما بأنه الابن الثالث لملك من بالافا التاملية (Pallava dynasty) من كانتشيبورام (Kanchipuram)‌..
تختلف التقارير أيضًا حول تاريخ وصوله، ما عدا تقرير واحد فقط قديم يفيد بأنه وصل خلال عهد أسرة ليو سونج (479-420)، بينما تشير التقارير اللاحقة وقت وصوله إلى أسرة ليانج (557-502). وكان بودهيدهارما نشطًا في الأصل في أراضي أسرة وي الشمالية (Northern Wei) (386–534). أما الدراسات الحديثة، فتؤرخه إلى بدايات القرن الخامس.
لقد أصبحت العديد من القصص عن بودهيدهارما أساطير شعبية، لا زال يتم تداولها في عادات تشان وزن.
تركزت تعاليم بودهيدهارما وممارساته حول التأمل وحِكَم لانكافاتارا سوترا (Lankavatara Sutra).
تُعرِّف إنثولوجيا القاعة البطريركية (Anthology of the Patriarchal Hall) (952) بودهيدهارما باعتباره البطريرك الثامن والعشرين للبوذية في سلسلة متصلة تمتد طويلاً حتى بوذا ذاته.
يوصَف بودهيدهارما على مدار الفن البوذي بأنه شخص بربري سييء المزاج، كثيف اللحية، فاغر العينين. ويُشار إليه ب«الـبربري أزرق العينين» (碧眼胡) في نصوص تشان الصينية.